# Dewa Budjana
Dewa Budjana lub Budjana, właśc. I Dewa Gede Budjana (ur. 30 sierpnia 1963 w Waikabubak) – indonezyjski muzyk, kompozytor, autor tekstów i gitarzysta związany z zespołem Gigi.

## Dyskografia
Źródło:
- 1997: Nusa Damai
- 2000: Gitarku
- 2003: Samsara
- 2005: Home